# Infanterieschule

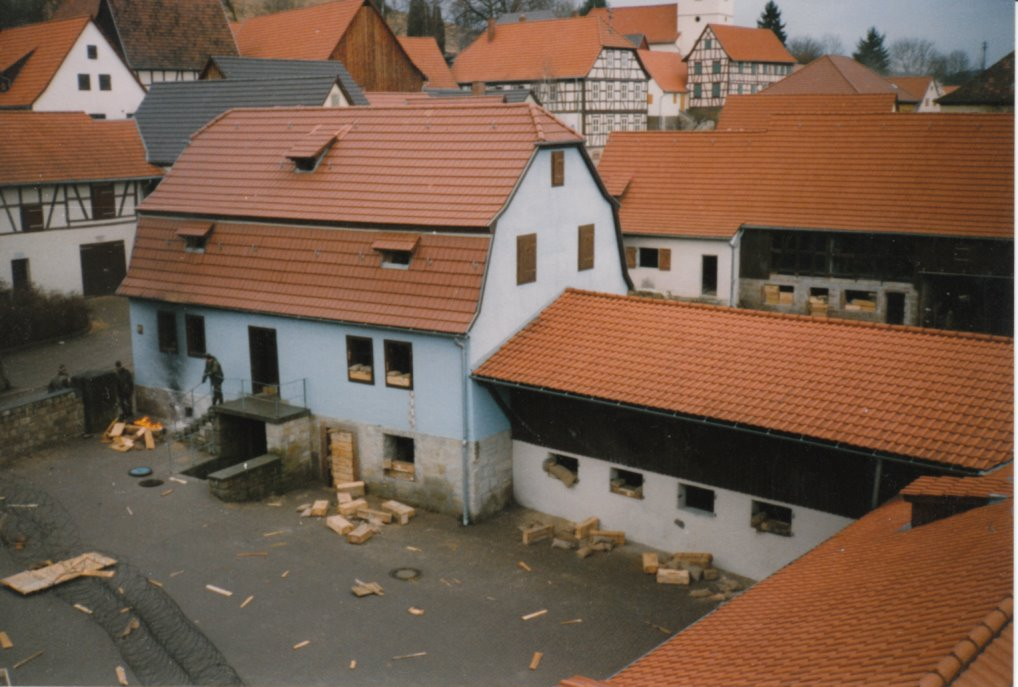
Truppenübungsplatz Hammelburg (Bonnland)

Die Infanterieschule (InfS; 1962 bis Februar 1995 Kampftruppenschule 1; KpfTrS 1; 1. Januar 2015 bis 31. März 2021 Ausbildungszentrum Infanterie; AusbZ Inf) in Hammelburg ist eine der Ausbildungseinrichtungen des Heeres der Bundeswehr und bildet militärische Vorgesetzte der Infanterie aus. Dies umfasst die Offizier- und Feldwebelausbildung der Jäger-, Fallschirmjäger-, Gebirgsjäger- sowie der Luftwaffensicherungstruppe und Marinesicherungstruppen, im Einzelkämpferlehrgang auch der Spezialkräfte. Ausbildungsinhalte sind vor allem die Befähigung zum infanteristischen Gefecht sowie die Einsatzvorbereitung aller Truppen der Bundeswehr.

## Auftrag
Zu den Aufgaben zählen:
- Ausbildung allgemeiner infanteristischer Kampf für die Infanterie der Bundeswehr und befreundeter Streitkräfte
- Ausbildung Orts- und Häuserkampf sowie Waldkampf
- Einsatzvorbereitende Ausbildung für NATO- und EU-Auslandseinsätze
- Einzelkämpferlehrgang mit Überleben und Durchschlagen und Jagdkampf sowie Ausbildung für spezielle Operationen gegen irreguläre Kräfte (Jagdkampf in rückwärtigen Gebieten)
- Schießlehrerausbildung für die gesamte Bundeswehr
- Ausbildung im Objektschutz und Sicherungsdienst für die Marineschutzkräfte (MSK) sowie den Objektschutz der Luftwaffe
- Pflege der Lehrsammlung der Infanterie

## Organisation
Der Kommandeur der Infanterieschule im Rang eines Brigadegenerals und seit 1995 zugleich der General der Infanterie ist Fachvorgesetzter – diese untersteht dem Ausbildungskommando, bis 2013 dem Heeresamt – unterstellt sind:
- Infanterieschule
  - Stabsgruppe
  - Bereich Lehre/Ausbildung
    - Gruppe Lehre/Ausb
    - Lehrgruppe A
    - Lehrgruppe B
    - Gebirgs- und Winterkampfschule (Geb/WiKpfS), Mittenwald
    - Luftlande- und Lufttransportschule (LL/LTrspS), Altenstadt (Oberbayern)
    - Übungszentrum Infanterie (ÜbZ Inf)
    - Ausbildungsstützpunkt Gefechtsübungssimulationssystem SIRA Btl (GefÜbSimSys SIRA Btl)
    - Orts- und Waldkampf Bonnland (Truppenübungsplatz Hammelburg) und Truppenübungsplatz Lehnin
    - Ausbildungsstützpunkt Spezialkräfte Heer, Calw
- Logistischer Bereich
  - Bereich Unterstützung
  - Ausbildungswerkstatt

## Geschichte
Die Infanterieschule wurde am 1. Juli 1956 in Hammelburg eröffnet und führte zunächst Einweisungslehrgänge für kriegsgediente Offiziere und Unteroffiziere durch, ab 1958 Verwendungslehrgänge für Einzelkämpfer, Fahrlehrer für Ketten- und Radfahrzeuge, Mörserschützen, Scharfschützen, Schießlehrer und Schirrmeister. Zur Infanterie gehörte damals auch noch die Panzergrenadiertruppe.
Ab 1965 konnte der angeschlossene Truppenübungsplatz voll genutzt werden. Dieser hatte bis dahin Flüchtlingen des Zweiten Weltkriegs als landwirtschaftliche Anbaufläche gedient und Bonnland als Siedlung. Ab Ende der 70er Jahre wurde die Einzelkämpferausbildung auch durch die Luftlande- und Lufttransportschule am Sauwaldhof durchgeführt, zeitweilig nur dort und seit 2013 wieder ausschließlich in Hammelburg. 1999 wurde in Hammelburg das VN Ausbildungszentrum aufgestellt. Das ehemals unterstellte Jägerlehrbataillon 353 wurde zum 31. Dezember 2006 aufgelöst.
Organisation der Infanterieschule bis Dezember 2014:
- Infanterieschule
  - Stabsgruppe
  - Bereich Lehre / Ausbildung
  - Unterstützungsgruppe
- Gebirgs- und Winterkampfschule
- Luftlande- und Lufttransportschule
- VN Ausbildungszentrum der Bundeswehr

Im Rahmen der Neuausrichtung der Bundeswehr wurde 2015 das VN Ausbildungszentrum der Bundeswehr selbstständig und die Infanterieschule in das Ausbildungszentrum Infanterie umgegliedert und umbenannt. Zum 1. April 2021 erhielten zehn Ausbildungseinrichtungen des Heeres ihre traditionellen Namen zurück. Das Ausbildungszentrum Infanterie wurde in Infanterieschule rückbenannt.

## Verbandsabzeichen

Verbandsabzeichen Infanterieschule

Das Verbandsabzeichen zeigt ähnlich wie alle Abzeichen der Schulen des Heeres zwei gekreuzte Schwerter auf rotem Grund. Darüber hinaus signalisiert ein „S“, dass es sich um eine Schule des Heeres handelt. Die grüne Umrandung entspricht der Waffenfarbe der Infanterie. Es wird am Dienstanzug als Ärmelabzeichen getragen und kann mit dem internen Verbandsabzeichen als Brustanhänger kombiniert werden.

### Internes Verbandsabzeichen
Das interne Verbandsabzeichen symbolisiert alle Truppengattungen der Infanterie. Das Abzeichen wird an der Feldbluse als Brustanhänger oder Ärmelabzeichen getragen. Gemäß den heraldischen Bestimmungen ist der Schild „von Rot und Grün geteilt, die Balkenstelle mit stilisiertem Gebirge belegt und darunter befinden sich zwei gekreuzte Schwerter“.
Ansprechen:
- Schild:	französische Form
- Schildhaupt:	rot, Fallschirmjägertruppe
- Balkenstelle:	silber, Gebirgsjägertruppe
- Schildfuß:	grün, Jägertruppe
- Nabelstelle:	Schwerter, symbolisieren das Heer

Beschreibung der Felder:
- Schildhaupt:	oberer Bereich, symbolisiert Himmel, Verbringungsart Fallschirmjäger
- Balkenstelle:	aufgelegt auf Berührungspunkt der Bereiche, zwischen Himmel und Erde, stilisiertes Gebirge, symbolisiert Gebirgsjägertruppe
- Schildfuß:	unterer Bereich, bodengebunden, symbolisiert Jägertruppe

Bedeutung der Farben:
- Schildhaupt:	rot = Wille, sich um das Vaterland verdient zu machen
- Balkenstelle:	silber = Reinheit, Weisheit, Unschuld, Keuschheit, Freude
- Schildfuß:	grün = Freiheit, Schönheit, Freude, Gesundheit, Hoffnung

Abwandlung gegenüber den Grundregeln der Heraldik:
- Schildhaupt:	Bordeauxrot als Symbol für die Fallschirmjägertruppe
- Balkenstelle:	Grau als Symbol für die Gebirgsjägertruppe

## Liste der Kommandeure
| Name                                            | Beginn             | Ende               |
| ----------------------------------------------- | ------------------ | ------------------ |
| Brigadegeneral Andreas Steinhaus                | 21. März 2025      | –                  |
| Brigadegeneral Michael Matz                     | 21. März 2019      | 21. März 2025      |
| Brigadegeneral Andreas Hannemann                | 16. September 2016 | 21. März 2019      |
| Brigadegeneral Gert-Johannes Hagemann           | 1. Mai 2013        | 16. September 2016 |
| Brigadegeneral Hans Günter Engel                | 13. April 2010     | 30. April 2013     |
| Brigadegeneral Josef Blotz                      | 5. Oktober 2007    | 13. April 2010     |
| Brigadegeneral Johann Berger                    | 1. April 2001      | 5. Oktober 2007    |
| Brigadegeneral Wolf-Dieter Löser                | 1998               | 1. April 2001      |
| Brigadegeneral Wulf Wedde                       | 1. April 1993      | 1998               |
| Brigadegeneral Klaus-Peter Schötensack          | 1. Oktober 1988    | 31. März 1993      |
| Brigadegeneral Eberhard Fuhr                    | 1. April 1985      | 30. September 1988 |
| Brigadegeneral Gerhard Ohm                      | 1. April 1981      | 31. März 1985      |
| Brigadegeneral Ruprecht von Butler              | 1. Oktober 1977    | 31. März 1981      |
| Brigadegeneral Eckart Afheldt                   | 1. Oktober 1974    | 30. September 1977 |
| Brigadegeneral Curt von Witzendorff             | 1. April 1970      | 30. September 1974 |
| Brigadegeneral Karl-Reinhard von Schultzendorff | 1. Oktober 1966    | 31. März 1970      |
| Brigadegeneral Anton Lorch                      | 1. Dezember 1964   | 30. September 1966 |
| Brigadegeneral Kurt Gerber                      | 1. Oktober 1962    | 30. November 1964  |
| Brigadegeneral Rudolf Buhse                     | November 1960      | 30. September 1962 |
| Brigadegeneral Hellmuth Mäder                   | 1957               | 1960               |
| Oberst Franz Weller                             | 1956               | 1957               |

## Bekannte Alumni
- Joachim Herrmann, Bayerischer Staatsminister des Innern